# Maianço
Maianço est une localité de Sao Tomé-et-Principe située au nord de l'île de Sao Tomé, dans le district de Lobata. C'est une ancienne roça.

## Population
Lors du recensement de 2012, 639 habitants y ont été dénombrés.

## Roça
Il subsiste peu de chose de cette roça entourée de végétation.